# A.P. モラー・マースク

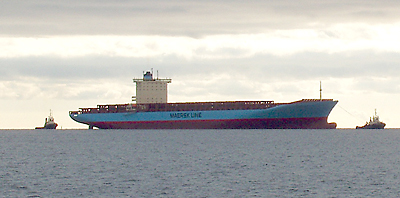
マースクのGudrun Maersk級大型コンテナ船、GUNVOR MÆRSK。9,500TEUの積載が可能

A.P. モラー・マースク（デンマーク語: A.P. Møller - Mærsk A/S）は、デンマークの首都コペンハーゲンに本拠を置く海運コングロマリット。1996年以来2021年現在に至るまで売上高世界一の海運企業であり、コンテナ船部門に強みがある。ナスダック・コペンハーゲン上場企業。
世界125カ国に拠点を置き、コンテナ船のほかにもタンカー、車両運搬船など全部で約250隻の船舶を保有(運航しているコンテナ船は約550隻）。海運以外にも流通、造船などを手がけている。ファンネルマークは青地に7角の白い星。

## 沿革
1904年4月、ピーター・マースク・モラー（Peter Mærsk Møller）、アーノルド・ピーター・モラー（A.P. Møller）親子が、フュン島南部の町スベンボー（Svendborg）で、中古の汽船「スヴェンドボーグ」を購入して事業を開始。第一次世界大戦中の海運業の発達を受け、1918年オーデンセに造船所を建設し（2012年まで存続）業容を拡大、1919年にはアメリカ合衆国・ニューヨークにオフィスを開設した。
1921年、世界初のシングルスクリューディーゼル船のLEISE MÆRSKを投入、1928年にはアメリカ東海岸とアジア極東地域をパナマ運河経由で結ぶ定期便の運航を開始、第二次世界大戦によりデンマークがナチス・ドイツに占領されると、ナチスによる徴用を受け25隻の船舶を失う打撃を受けたが、戦後サービスを再開、日本支社の開設に加えて、東南アジアや中東、西アフリカを結ぶルートを開設した。1955年、船体にファンネルマーク同様のライトブルーが描かれた最初のマースク船REGINAMÆRSKが投入され、マースクの船がBlue Fleetと呼ばれる端緒となった。
1975年から現在主力のコンテナ船の投入を開始、コンテナ化の拡大を受けて台湾・香港・シンガポールに子会社を新設し、コンテナスペース最適化を目的とした貨物の整理統合が行われた。1979年に同業のSvitzer A/Sを買収し子会社化、コンテナ運営管理のため、各地にオフィスが新設され、1990年代には40カ国、2000年代には100カ国を突破し、世界屈指の海運会社へと成長していった。1988年、11個のコンテナを搭載したままパナマ運河を通過できる新型船のMシリーズを投入、1991年、海運業界向けのコンテナの開発および製造を行う子会社のMaersk Container Industry A/Sを設立、1996年に世界最大のコンテナ船REGINA MÆRSKを投入した。
1999年には船舶用コンテナを発明し海運業で成功を収めたマルコム・マクリーンが設立したシーランドの国際定航部門を買収、2006年2月にはコンテナ船部門で世界第3位だったP&O ネドロイド（イギリス・オランダ系）を買収、2016年、当時世界第7位のハンブルク・スードを買収し傘下に置き、さらに規模を拡大させた。
このほか、かつては子会社Maersk Oil（Mærsk Olie og Gas AS）を通じてエネルギー事業を行い、同社は1962年、デンマーク領内の北海での石油・天然ガスの開発及び生産が承認されたことにより設立、合計石油生産量は1日あたり60万バレル、天然ガスでは2800万立方メートル以上を持ち、ほとんどの生産がデンマークとイギリス領内の北海からのものであったが、カタール沖、アルジェリア、カザフスタンでの生産も含まれていた。加えて、ドイツ・ノルウェー領内の北海、メキシコ湾、トルクメニスタン、オマーン、モロッコ、ブラジル、コロンビアそしてスリナムでの開発に関与した。これらほとんどの活動はMaersk Oil社の全出資ではなく、コンソーシアムを組んで行われていたが、2017年、石油・ガス事業はフランスの石油メジャートタルに売却された。
2022年3月、マースクはウクライナに侵攻したロシアに対し、同国に発着する貨物の予約を停止した。

## 日本におけるマースク
日本では、1947年に日本支社を東京に、港湾管理事務所を横浜・神戸に開設。その後1981年に現地法人として「マースク株式会社」（Mærsk Co., Ltd.）を設立し、横浜市・静岡市清水区・名古屋市・大阪市・神戸市等の国内8箇所に拠点を置いた。かつては横浜港（南本牧埠頭）と神戸港（六甲アイランド）の2カ所に自社ターミナルを保有し、特に横浜・南本牧は2バースで年間100万TEU規模の取り扱いを有し、単独船社ターミナルとしては国内随一の物量を持っていたが、現在は両港共にターミナル運営からは撤退し、船舶の寄港・荷役を行っている。
2011年10月、日本法人がグループの総代理店を務める体制が見直され、A.P.モラー・マースクのコペンハーゲン本社と、グループ会社のMCCトランスポート・シンガポールPte.Ltdがそれぞれ日本支店を持つ形態に移行した（その後シンガポールから香港のグループ会社傘下に移行）。2016年7月、日本と欧州間の直行航路を廃止しトランジット便による体制に移行したが、2019年5月、欧州との直行航路が復活した。